# Leptasthenura striata
Rabudinho-de-manto-riscado ou rabudinho-listrado (Leptasthenura striata) é uma espécie de ave da família Furnariidae.
Pode ser encontrada nos seguintes países: Chile e Peru.
Os seus habitats naturais são: regiões subtropicais ou tropicais húmidas de alta altitude e matagal tropical ou subtropical de alta altitude.